# José María Benlloch Baviera
José María Benlloch Baviera (Valencia, 1962) es un físico e ingeniero español, profesor de investigación del Consejo Superior de Investigaciones Científicas.

## Biografía
José María Benlloch se licenció en 1986 en Ciencias Físicas por la Universidad de Valencia, donde también obtuvo su doctorado en 1991 con una tesis realizada en la Organización Europea para la Investigación Nuclear (CERN ) de Suiza bajo la dirección de Emilio Higón Rodríguez. Trabajó como investigador en el Instituto Tecnológico de Massachussets, bajo la supervisión del Premio Nobel de Física 1990, Jerôme Friedman. En 1996, después de obtener un puesto permanente en el Consejo Superior de Investigaciones Científicas (CSIC), creó el primer grupo de investigación en imagen biomédica en España. Dirige el Instituto de Instrumentación para Imagen Molecular (I3M), centro mixto de investigación entre el CSIC, la Universidad Politécnica de Valencia y el Centro de Investigaciones Energéticas, Medioambientales y Tecnológicas ( CIEMAT), además de coordinar el proyecto MindView con varios institutos, empresas y centros de investigación europeos que trata de ver el funcionamiento del cerebro «simultánea y dinámicamente o a lo largo del tiempo, a dónde se desplazan los neurotransmisores y qué zonas del cerebro se activan».
Ha publicado más de doscientos noventa artículos en revistas científicas internacionales, ha sido coordinador de una treintena de proyectos de investigación, tiene ocho patentes y ha creado tres empresas spin-off en el campo de la ingeniería biomédica.
En 2008 recibió el Premio Rey Jaime I de Nuevas Tecnologías que otorga la Generalidad Valenciana y en 2014 fue galardonado con el Premio Nacional de Investigación Leonardo Torres Quevedo en el área de ingeniería «por sus relevantes contribuciones a la aplicación de la imagen molecular en biomedicina, habiendo sido capaz de conjugar una producción científica de alta calidad con una importante labor de transferencia, concretada en patentes de gran impacto económico y social y en la creación de varias empresas de base tecnológica».